# Vàng(III) iodide
Vàng(III) iodide, tên tiếng Anh: gold(III) iodide là hợp chất vô cơ với công thức hóa học AuI3. Mặc dù AuI3 được dự đoán là ổn định, vàng(III) iodide vẫn là một ví dụ về hợp chất không tồn tại hoặc không ổn định. Nó bị thủy phân ở khoảng 20 ℃. Nỗ lực cô lập các mẫu tinh khiết dẫn đến sự hình thành vàng(I) iodide và iod:
AuI3 → AuI + I2